# Panhard & Levassor Type X55
Der Panhard & Levassor Type X55 ist ein Pkw-Prototyp von 1925. Hersteller war Panhard & Levassor in Frankreich.

## Beschreibung
Die Fahrzeuge haben einen ventillosen Schiebermotor nach einer Lizenz von Charles Yale Knight. Vom Motorcode ist nur der Anfang „SK4“ bekannt. Das „K“ steht für Knight und die „4“ für die Anzahl der Zylinder.
Der Vierzylinder-Reihenmotor hat 67 mm Bohrung, 117 mm Hub und 1650 cm³ Hubraum. Er wurde auch 10 CV genannt. Die Leistung des Frontmotors wird über eine Kardanwelle an die Hinterachse übertragen.
Das Fahrzeug entstand 1925 und blieb ein Einzelstück.
Übrigens gab es im selben Jahr mit dem Type X52 ein vergleichbares Konzeptfahrzeug mit einem Motor ähnlicher Größe, aber mit anderen Zylinderabmessungen.